# のんびりゆったり 路線バスの旅
『のんびりゆったり 路線バスの旅』（のんびりゆったり ろせんバスのたび）は、NHK総合テレビジョンで2011年4月16日から放送されていた旅番組で、NHK番組たまごからレギュラー化した。週変わりで芸能人が、路線バスを乗り継いで、日本の魅力を紹介していく番組。

## 概要
2010年7月19日（海の日）の8時20分から8時50分まで、パイロット版として俳優の内田朝陽が沖縄本島を巡る旅を放送（同年7月25日の16時に再放送）。
2011年度から土曜日の17時台にレギュラー放送が開始され、第1回は4月16日放送「薩摩半島に春を探して」。
2011年12月2日に、番組開始後初めてスペシャル版を放送し、これまでの旅の総集編が放送された。
2013年4月から放送時間が日曜17:30 - 18:00に変更された。
2014年3月をもって毎週のレギュラー放送を終了し、以後は特番のみでの放送となっている。
2015年7月からBSプレミアムで不定期に再放送されている。

## 放送時間
放送時間はJST。下記以外にも地域ごとの単発番組のため振り替えまたは休止となったことがある。
2011年度
- 土曜日 17:30 - 18:00（第1土曜日に限り広島県を除く）
  - 大相撲中継および高校野球中継が行われる場合は休止。また、NHK広島放送局では、広島県向けに第1土曜日に『わたしのベストショット』[2]を放送するため、この番組は放送されなかった（振替放送もなし）。この他、地域によっては別番組に差し替えられる場合があった。
  - 東北地方では17時30分から東日本大震災関連の地域ニュースを放送するため、番組開始時から5月までは放送されなかった[3]。6月からは放送を開始している。

2012年度上期
- 本放送：土曜日 17:30 - 18:00（東海・北陸地方を除く、広島県は第1土曜日に限り除く）
- 再放送：土曜日 10:50 - 11:20（関東・甲信越地方のみ）

2012年度下期
- 本放送：土曜日 17:30 - 18:00（広島県は第1土曜日に限り除く）、金曜日 15:15 - 15:45（東海・北陸地方のみ）
- 再放送：土曜日 10:50 - 11:20（関東・甲信越地方のみ）
  - いずれも高校野球中継実施時および大相撲中継実施時（17時台のみ）は休止。またプロ野球中継の延長のために休止されることもある[4]。東海・北陸地方では2012年4月から9月まではNHK名古屋放送局が制作する『ティーンズプロジェクト フレ☆フレ』の再放送のため放送されなかった（不定期放送として日曜日午後の時間帯や『ろーかる直送便』の月曜日以外の時間帯に放送される。後者の場合、『キッチンが走る!』は放送されない）。2012年度は土曜日の10時台に関東・甲信越地方のみ再放送が設定された。

2013年度
- 本放送：日曜日 17:30 - 18:00
  - 高校野球中継実施時および大相撲中継実施時は休止。

## 出演者
内田朝陽、平岳大、松田悟志、山本耕史、蟹江一平、風間俊介、山崎雄介、金子昇、藤本隆宏、須賀貴匡、青山草太、山口翔悟、中山卓也、黄川田将也、石黒英雄
ナレーターは旅をする地域ごとに異なる（九州は児玉育則、四国は土田大、中国は三浦ひろみ、近畿は北又ちゅん、東海北陸はにへいたかひろ、東北は大坂ともお、北海道は岡田雅夫、岩尾亮。関東甲信越はタレントを起用する）。
2017年からは、ホリがナレーターとなり、全国各地のユニークな路線バスを紹介するコーナーがある。

## 特別番組
のんびりゆったり 路線バスの旅スペシャル
- 2011年12月2日 19:30 - 20:45（東海・北陸、近畿地方を除く）
  - 司会：山瀬まみ、東貴博（Take2）
  - 旅人は内田、平、松田、山本、蟹江の5人が出演。
  - 振替放送：東海・北陸地方 2011年12月4日 1:35 - 2:50（12月3日深夜）、近畿地方 2011年12月10日 16:00 - 17:13

のんびりゆったり 路線バスの旅 もう一度行きたい!会いたい!SP
- 2012年3月30日 19:30 - 20:45（青森、秋田、宮城、山形、福島、三重、近畿地方、鳥取を除く）
  - 司会：山瀬まみ、東貴博
  - 旅人は内田、平、松田、ダニエル・カールの4人が出演。
  - 振替放送：三重県を除く 2012年4月7日 10:05 - 11:20
  - 全国の再放送：2012年4月4日 1:50 - 3:05（4月3日深夜）

のんびりゆったり 路線バスの旅スペシャル “ふるさと”に会いたい
- 2012年8月17日 19:30 - 20:45（東海・北陸地方は翌週8月24日の同時間帯だが、下記の全国の再放送時間帯で初回放送されているため再放送扱いとなる）
  - 司会：山瀬まみ
  - 旅人は内田、平、松田、須賀の4人が出演。
  - 全国の再放送：2012年8月24日 2:10 - 3:25（8月23日深夜。東海・北陸地方は初回放送扱い）

金とく のんびりゆったり 路線バスの旅スペシャル
- 東海・北陸地方向けの地域情報番組『金とく』とのコラボレーション企画による特別編。すでに他地域で放送された番組を再編集したものである。
  - 2012年10月19日 20:00 - 20:43（東海・北陸地方のみ、岐阜県は別番組）
  - ナレーション：黒崎めぐみ
  - 旅人は青山が出演。

のんびりゆったり 路線バスの旅スペシャル 「男前　北へ南へふたり旅スペシャル」
- 2013年3月22日 19:30 - 20:45
  - 司会：山瀬まみ、東貴博
  - 旅人は平と内田が鹿児島（薩摩半島）、松田と内田が富山、平と青山が北海道（オホーツク海沿岸）を旅する。
  - 再放送：2013年4月6日 1:40 - 2:55（4月5日深夜、近畿地方を除く）

のんびりゆったり 路線バスの旅 ご縁祈願!ふたり旅スペシャル
- 2014年1月3日 22:15 - 23:30
  - この回から司会を置かず、NHKの駐車場に停めたボンネットバスの中で旅人自身がVTRを見る形式になる。
  - 旅人は平と松田が鳥取県から、内田と青山が広島県から出雲大社を目指す。
  - 再放送：2014年1月4日 16:45 - 18:00

のんびりゆったり 路線バスの旅スペシャル 「大自然の冒険だ!男前ふたり旅～西表島・月山」
- 2014年5月2日 19:30 - 20:45
  - 旅人は平と内田が沖縄県（西表島）、松田と青山が山形県（月山）を旅する。
  - ナレーションは西表島編は児玉育則、山形編は山崎夕希子が担当。
  - 再放送：2014年5月5日 1:50 - 3:05、2014年8月17日 2:35 - 3:48（8月16日深夜）

のんびりゆったり 路線バスの旅スペシャル 「男前ふたり旅 ふたつの“十津川” 百年の絆」
- 2014年8月30日 16:45 - 18:00
  - 当初は8月22日 19:30 - 20:45に放送される予定だったが、広島市の土砂災害のNHKスペシャル放送のため延期になった。
  - 旅人は平と青山が新十津川町（北海道）、松田と内田が十津川村（奈良県）を旅する。
  - ナレーションは新十津川町編は児玉育則、十津川村編は山崎夕希子が担当。
  - 再放送：2014年12月24日 2:15 - 3:30（12月23日深夜）、2015年8月1日 2:40 - 3:55（7月31日深夜）

のんびりゆったり 路線バスの旅スペシャル 「東北・海岸線に笑顔の花が咲く」
- 2015年1月4日 22:05 - 23:18
  - 旅人は野間口徹と安藤玉恵（あまちゃんチーム）が岩手県、岡田義徳と白羽ゆり（八重の桜チーム）が福島県と宮城県（太平洋沿岸側）を旅する。女性が旅人になるのはこのスペシャルが初めて。
  - ナレーションは岩手編は児玉育則、福島・宮城編は山崎夕希子が担当。
  - 再放送：2017年3月2日 14:45 - 15:58（BSプレミアム）

のんびりゆったり 路線バスの旅中国地方スペシャル 球春間近!～こころの野球を探して～
- 2015年3月13日 19:30 - 20:43
  - 中国地方限定のスペシャルで、鳥取県鳥取市から蟹江一平、山口県下関市から竹財輝之助がマツダスタジアムを目指して旅をする。
  - ナレーションは滑川和男アナウンサーが担当。
  - 再放送･3月14日 10:05 - 11:18

のんびりゆったり 路線バスの旅　ふたり旅スペシャル 「海の神・山の神」
- 2015年3月19日 19:30 - 20:43
  - 旅人は野間口と青山が宮崎県日南市、松田と内田が遠山郷（長野県）を旅する。
  - ナレーションは日南編を児玉育則、遠山郷編を山崎夕希子が担当。
  - 再放送：2015年4月8日 2:25 - 3:38（4月7日深夜）

のんびりゆったり路線バスの旅スペシャル 「男前ふたり旅 潮風の島と海へ～石川・能登半島 広島・とびしま海道～」
- 2015年8月7日 19:30 - 20:43
  - 旅人は青山と内田が能登半島を、野間口と松田は瀬戸内海のとびしま海道を旅する。
  - ナレーションはとびしま海道編を児玉育則、能登半島編を山崎夕希子が担当。

のんびりゆったり 路線バスの旅　ふたり旅スペシャル 「サンゴの海へ リンゴの山へ～沖縄・宮古島 青森・津軽～」
- 2015年9月21日 19:30 - 20:43
  - 旅人は、松田と近藤公園が沖縄県宮古島市を、内田と青山が青森県津軽地方（弘前市～岩木山周辺）を旅する。
  - ナレーションは宮古島編を児玉育則、津軽編を山崎夕希子が担当。

のんびりゆったり路線バスの旅スペシャル 「初冬 北の海に誘われて～北海道　新潟・佐渡～」
- 2015年12月18日 19:30 - 20:43（近畿地方を除く）
  - 旅人は、野間口と内田が北海道の函館市から江差町まで、松田と青山が新潟県の佐渡島を旅する。
  - 佐渡島のゴール地点で偶然、坂東玉三郎に会う。
  - ナレーションは北海道編を児玉育則、佐渡島編を山崎夕希子が担当。
  - 再放送：2015年12月19日 10:05 - 11:18（近畿地方は初回放送扱い）

のんびりゆったり路線バスの旅スペシャル 「筑紫次郎 四国三郎を行く～九州・筑後川 四国・吉野川～」
- 2016年3月28日 19:30 - 20:43（東北地方を除く）
  - 旅人は、野間口と青山が筑後川の源流から河口まで、松田と内田が吉野川の河口から源流までを旅する。
  - ナレーションは吉野川編を児玉育則、筑後川編を山崎夕希子が担当。
  - 4月23日深夜に再放送（東北地方は初回放送）が予定されていたが、平成28年熊本地震の被災地で撮影していたため放送が中止された。また4月29日の再放送も中止された。最終的に2016年7月17日 0:50 - 2:03（7月16日深夜）に再放送された。

のんびりゆったり路線バスの旅スペシャル 「天下分け目の男旅 ～合戦の町をゆく～」
- 2016年9月22日 19:30 - 20:43
  - バスタ新宿で収録。
  - 旅人は、野間口と青山が大垣駅から関ヶ原を経由して長浜駅まで、加藤諒と谷本賢一郎が京都駅から天王山を経由して大阪北港ヨットハーバーまでを旅する。
  - ナレーションは関ケ原編を高木渉、天王山編を小原乃梨子が担当。
  - 再放送：2016年12月15日 1:34 - 2:47（12月14日深夜。秋田県を除く）
  - 近畿地方では天王山編が『ぐるっと関西おひるまえ』の中で2回に分けて再放送された。

のんびりゆったり路線バスの旅スペシャル 「 ”ちょっといい景色”へエスコート ～徳島・福島をゆく～」
- 2016年12月15日 19:30 - 20:15（高知県のみ2017年1月7日 10:05 - 10:50）
  - 旅人は、野間口と峯村リエが福島県の福島市からいわき市まで[6] 、浅利陽介と鈴木砂羽が徳島県の鳴門市から那賀町まで。
  - ナレーションは福島編を島本須美、徳島編を高木渉が担当。
  - 同年12月30日 8:20 - 9:34（近畿・中国地方以外）と2017年1月7日 15:50 - 17:03（中国地方）、2017年1月13日 2:05 - 3:18（1月12日深夜、近畿地方）に拡大版を放送。本放送でカットされたシーンを追加し再編集され、野間口と浅利がVTRを鑑賞している。

のんびりゆったり路線バスの旅スペシャル 「ひとあし早い春を探して! ～八丈島・大山～」
- 2017年3月22日 19:30 - 20:43
  - 旅人は、野間口と峯村が鳥取県の大山口駅から江府町まで、安藤と前野朋哉が八丈島をフリー切符で移動。
  - ナレーションは大山編を島本須美、八丈島編を高木渉が担当。

のんびりゆったり路線バスの旅スペシャル 「びわ湖&信州・白馬 春の“ふるさとグルメ”を食べ尽くせ!」
- 2017年5月5日 19:30 - 20:43
  - 旅人は、野間口と峯村が長野県の白馬駅から中土郵便局まで、加藤と三倉茉奈が滋賀県の堅田駅から海津大崎まで。
  - ナレーションは長野編を島本須美、琵琶湖編を高木渉が担当。

のんびりゆったり路線バスの旅「夏スペシャル!親子旅 ～奄美大島＆秋田～」
- 2017年8月9日 19:30 - 20:43
  - 旅人は、マキタスポーツ親子が奄美大島を一周、笹野高史とささの翔太親子が秋田県の秋田駅から泥湯温泉まで。
  - ナレーションは奄美大島編を島本須美、秋田編を高木渉が担当。

のんびりゆったり路線バスの旅「癒やしのオンナ旅 満腹オトコ旅 ～沖縄＆伊豆～」
- 2017年12月26日 19:30 - 20:42
  - 旅人は、内山理名が沖縄県の名護から古宇利島の手前まで、矢本悠馬と田中美央が静岡県の修善寺駅から伊豆稲取駅まで。
  - ナレーションは沖縄編を島本須美、伊豆編を高木渉が担当。
  - 再放送：2018年1月1日 13:05 - 14:17

のんびりゆったり路線バスの旅「食べて!笑って!イイね旅 ～長崎・五島＆岡山・真庭～」
- 2018年3月21日 19:30 - 20:43
  - 旅人は、大野拓朗と前野が岡山県真庭市の真庭市役所から蒜山高原まで（前野は初日の宿泊地の湯原温泉で離脱）、南沢奈央が長崎県の福江島を移動。
  - ナレーションは岡山編を島本須美、長崎編を高木渉が担当。

## 主題歌
- 都竹宏樹「青いバス」